# Navadna mrežnica
Navadna mrežnica (Clathrus ruber) je vrsta glive iz družine mavrahovčark (Phallaceae) in tipska vrsta rodu mrežnic (Clathrus). Oblikovana je kot okrogla ali ovalna votla krogla s prepletenimi, mrežastimi vejami. V Sloveniji je redka in zaščitena.

## Značilnosti
Mlada goba je jajčaste oblike bele barve in premera do 6 cm, z želatinasto notranjostjo debelo do 3 mm. Sprva je gladka, kasneje pa se na površini razvije monogokotna mreža. Na podlago je pritrjeno z miceljskimi vrvicami, imenovanimi rizomorfe.
Ko se mrežasta struktura razpira, se jajce razpoči. Ta proces lahko traja le nekaj ur. Ostanki lupine tvorijo skodelico ali volvo, ki obdaja dno. Barva mreže sega od rdeče do bledo oranžne in je pogosto svetlejša pri dnu. Zdi se, da je barva odvisna od temperature in vlažnosti okolja.
Razprta mrežasta goba je visoka od 5 do 20 cm.. Temno olivno zelena do olivno rjava, smrdljiva lepljiva gleba prekriva celotno notranjo površino, razen pri dnu. Vonj po mrhovini privablja muhe in druge žuželke, ki pomagajo pri razširjanju trosov. Goba propade približno 24 ur po pojavitvi iz jajca.
Vonj in odziv ljudi nanj sta dobro dokumentirana. Leta 1862 je Mordecai Cubitt Cooke zapisal, da je botanika, ki je poskušal nabrani primerek posušiti za svoj herbarij, smrad ponoči prisilil, da je vstal in storilca vrgel skozi okno. Ameriški mikolog David Arora je vonj poimenoval "najostudnejši od vseh smrdljivih mavrahovčark".
- Mrežica, ki se razpira iz volve
- Različne stopnje razvoja
- Bližnji posnetek
- Razpadajoči primerek

## Mikroskopske in biokemijske značilnosti
Trosi so podolgovati, gladki in veliki 4–6 x 1,5–2 μm. Imajo majhno vdolbino na površini trosa, na mestu kjer je bil povezan z bazidijem preko sterigme. Bazidiji nosijo po 6 trosov.
Tako kot druge mavrahovčarke tud navadna mrežnica bioakumulira element mangan. Domneva se, da ima ta element vlogo pri encimski razgradnji glebe s hkratno tvorbo dišečih spojin. Spojine, kot so dimetil sulfid, aldehidi in amini, ki prispevajo k neprijetnemu vonju glebe, nastanejo z encimsko dekarboksilacijo keto kislin in aminokislin, vendar ti encimi lahko delujejo le v prisotnosti mangana.  Kemična analiza je pokazala, da je želatinasta plast najbogatejša s kalijevimi, kalcijevimi, manganovimi in železovimi ioni. Kalcijevi ioni stabilizirajo polisaharidni gel in ščitijo gobo pred izsušitvijo med rastjo jajčeca. Kalij je potreben, da želatinasta plast zadrži svoj osmotski tlak in vodo. Visoka koncentracija elementov nakazuje, da ima želatinasta plast "posteljici podobno" funkcijo - služi kot rezervoar, iz katerega lahko posoda črpa med hitro širitvijo.
Pigmente, ki zreli gobi dajejo njeno oranžno do rdeče barvo, so identificirali kot karotene, predvsem likopen in beta karoten – iste spojine, ki dajejo rdečo in oranžno barvo tudi paradižniku in korenju. Likopen je tudi glavni pigment v bližnji sorodnici lovkasti mrežnici (Clathrus archeri), medtem ko je beta karoten prevladujoči pigment v vrstah iz družine mavrahovčark: pasjemu klinčku (Mutinus caninus), Ravenelovemu klinčku (Mutinus ravenelii) in lepemu klinčku (Mutinus elegans).

## Habitat in razširjenost
Je gniloživka in se hrani z razpadajočim olesenelim rastlinskim materialom. Pogosto jo pogosto najdemo samostojno ali v skupinah v rastlinskem opadu na vrtni zemlji in travnatih mestih. Velja predvsem za evropsko vrsto a je bila uvedena tudi na druga območja in je sedaj široko razširjena na vse celine razen Antarktike.

## Uporabnost
Čeprav užitnost navadne mrežnice ni bila nikoli uradno potrjena, bi njen neprijeten vonj večino ljudi odvrnil od uživanja. Na splošno velja, da so mavrahovčevke užitne, ko so še v fazi jajčec. Ponekod v Evropi in Aziji pa veljajo celo za poslastico, kjer jih vlagajo surove in prodajajo na tržnicah kot »hudičeva jajca«.

## Taksonomija
Navadno mrežnico je leta 1560 ilustriral švicarski naravoslovec Conrad Gesner v svojem delu Nomenclator Aquatilium Animantium —Gesner kjer jo je razglasil za morski organizem
.
Glivo je leta 1729 prvič znanstveno opisal Italijan Pier Antonio Micheli.
Glede na molekularno analizo, objavljeno leta 2006, so od približno 40 vrst mavrahovčark (Phallaceae) uporabljenih v študiji, navadni mrežnici najbolj sorodne lovkasta mrežnica (Clathrus archeri), rdeča lovkarica (Aseroe rubra) , Laternea triscapa in Clathrus chrysomycelinus. 
Rodovno ime Clathrus izhaja iz starogrške besede κλειθρον ali "mreža", specifični epitet pa je latinski ruber, kar pomeni "rdeč".  Domačini jadranskega zaledja so ga poznali kot veštičije srce ali vještičino srce, kar pomeni "čarovniško srce".  Podobno so jo poimenovali v delih podeželske Francije, kjer je znano kot cœur de sorcière.